# Messina
Messina er den tredjestørste by på den italienske ø Sicilien og hovedstaden i provinsen Messina. Byen har 218.786(2023)indbyggere. Messina blev grundlagt af græske kolonister i det 8. århundrede f.Kr.
Nær Messina ligger vulkanen Etna.